# Партија мира и напретка
Партија мира и напретка или Druk Phuensum Tshogpa је једна од главних политичких партија у Бутану.

## Историја
Партија је формирана 25. јула 2007, спајањем Све народне партије и Бутанске народне уједињене партије. На челу партије 15. августа 2007. изабран је бивши и садашњи министар Џигме Тинли. Странка је регистрована 2. октобра 2007.
Дана 24. марта 2008. партија је победила на Изборима за народну скупштину Бутана. Освојили су 45 од 47 скупштинских места.
На изборима 2013. године Партија мира и напретка забележила огроман пад, јер је освојила само 15 места. На следећим изборима је остала опозициона странка, јер је освојила 17 места.

## Бој одборничких места
| Година                                   | Мандата |
| ---------------------------------------- | ------- |
| Избори за народне посланике Бутана 2008. | 45 / 47 |
| Избори за народне посланике Бутана 2013. | 15 / 47 |
| Избори за народне посланике Бутана 2018. | 17 / 47 |